# Jérôme Prior
Jérôme Prior (Toulon, 8 augustus 1995) is een gewezen Frans voetballer die speelt als doelman. Hij stroomde in 2015 door vanuit de jeugd van Girondins de Bordeaux.

## Carrière
In 2012 ging Prior van AS Cannes naar Bordeaux waar hij in het tweede team ging spelen, dat uitkwam in de CFA.
Tijdens de maand mei 2015 tekende hij zijn driejarig professioneel contract bij de ploeg uit Bordeaux. .  Tijdens het seizoen 2015-2016 is hij tweede doelman achter Cédric Carrasso  Hij maakte in 2015 zijn debuut voor Girondins de Bordeaux, en dit tijdens een wedstrijd tegen AS Saint-Étienne.  Toen Carrasso zich tijdens de maand januari 2016 ernstig blesseerde, kreeg Prior zijn kans. Ondanks de belofte van het bestuur om geen versterking te zoeken, werd Paul Bernardoni gehuurd van Troyes AC.  Deze laatste speler zou zeven officiële wedstrijden spelen, waar Prior aan dertien kwam.  Tijdens het begin van het seizoen 2016-2017 zou hij zijn contract verlengen tot aan 2020.  In het begin van het seizoen werd hij tweede in de prikorde, na Carrasso maar voor Bernardoni.  Toen Carrasso zich nogmaals kwetste, werd hij weer basisspeler en zou veertien wedstrijden spelen. Hij overtuigde niet en toen Carrasso terugkeerde van blessure, werd hij weer basisspeler. Tijdens het seizoen 2017-2018 zou hij maar twee keer in actie komen en tijdens seizoen 2018-2019 kwam hij helemaal niet van de bank. 
Tijdens het seizoen 2018-2019 werd hij daarom uitgeleend aan Valenciennes FC, een ploeg uit Ligue 2.  Daar werd hij uitgesproken basisspeler en speelde al de achtentwintig wedstrijden, waarna de competitie beëindigd werd door COVID-19.  De ploeg kocht hem aan voor het daaropvolgende seizoen 2019-2020.  Hij zou de eerste drieëndertig wedstrijden tweeëndertig keer spelen, waarna hij voor de laatste vijf wedstrijden vervangen werd door Hillel Konaté.
Op 14 augustus 2021 tekende hij een eenjarig contract met optie voor een tweede bij het Spaanse FC Cartagena, een ploeg uit de Segunda División A.  Hij slaagde er niet in om clubicoon Marc Martínez Aranda uit de ploeg te houden en zo onmiddellijk basisspeler te worden.  Op 30 november 2021 maakte hij zijn debuut tijdens de eerste ronde van de Copa del Rey tegen Racing Rioja.  Voor zijn debuut in de nationale competitie moest gewacht worden tot 14 mei 2022.  Hij speelde de veertigste wedstrijd tijdens het 1-1 gelijkspel bij Burgos CF.  Hij zou ook nog de laatste wedstrijd van de competitie spelen, maar op het einde van het seizoen werd de optie niet gelicht.
Dezelfde dag tekende hij voor PAS Giannina, een ploeg uit de Super League.

## Statistieken
| Seizoen | Club                  | Land        | Competitie         | Competitie | Competitie | Beker | Beker | Internationaal | Internationaal | Totaal | Totaal |
| Seizoen | Club                  | Land        | Competitie         | Wed.       | Dlp.       | Wed.  | Dlp.  | Wed.           | Dlp.           | Wed.   | Dlp.   |
| ------- | --------------------- | ----------- | ------------------ | ---------- | ---------- | ----- | ----- | -------------- | -------------- | ------ | ------ |
|         |                       |             |                    |            |            |       |       |                |                |        |        |
| 2015/16 | Girondins de Bordeaux | Frankrijk   | Ligue 1            | 13         | 0          | 4     | 0     | 3              | 0              | 20     | 0      |
| 2016/17 | Girondins de Bordeaux | Frankrijk   | Ligue 1            | 14         | 0          | 5     | 0     | -              | -              | 19     | 0      |
| 2017/18 | Girondins de Bordeaux | Frankrijk   | Ligue 1            | 2          | 0          | 1     | 0     | 0              | 0              | 3      | 0      |
| 2018/19 | Girondins de Bordeaux | Frankrijk   | Ligue 1            | 0          | 0          | 0     | 0     | 0              | 0              | 0      | 0      |
| 2019/20 | Valenciennes FC       | Frankrijk   | Ligue 2            | 27         | 0          | 3     | 0     | -              | -              | 30     | 0      |
| 2020/21 | Valenciennes FC       | Frankrijk   | Ligue 2            | 32         | 0          | 0     | 0     | -              | -              | 32     | 0      |
| 2021/22 | FC Cartagena          | Spanje      | Segunda División A | 2          | 0          | 3     | 0     | -              | -              | 5      | 0      |
| 2022/23 | PAS Giannina          | Griekenland | Super League       | 3          | 0          | 1     | 0     | -              | -              | 4      | 0      |
| 2022/23 | Pau FC                | Frankrijk   | Ligue 2            | 11         | 0          | 0     | 0     | -              | -              | 11     | 0      |